# Sérgio Sette Câmara
Sérgio Sette Câmara Filho (Belo Horizonte, Minas Gerais, Brasil; 23 de mayo de 1998) es un piloto de automovilismo brasileño.

## Carrera deportiva
Entre 2011 y 2014, Sette Câmara corrió en el karting y ganó dos títulos nacional e internacional respectivamente. Disputó la Fórmula 3 Europea, el Masters de Fórmula 3 y Gran Premio de Macao entre 2014 y 2016.

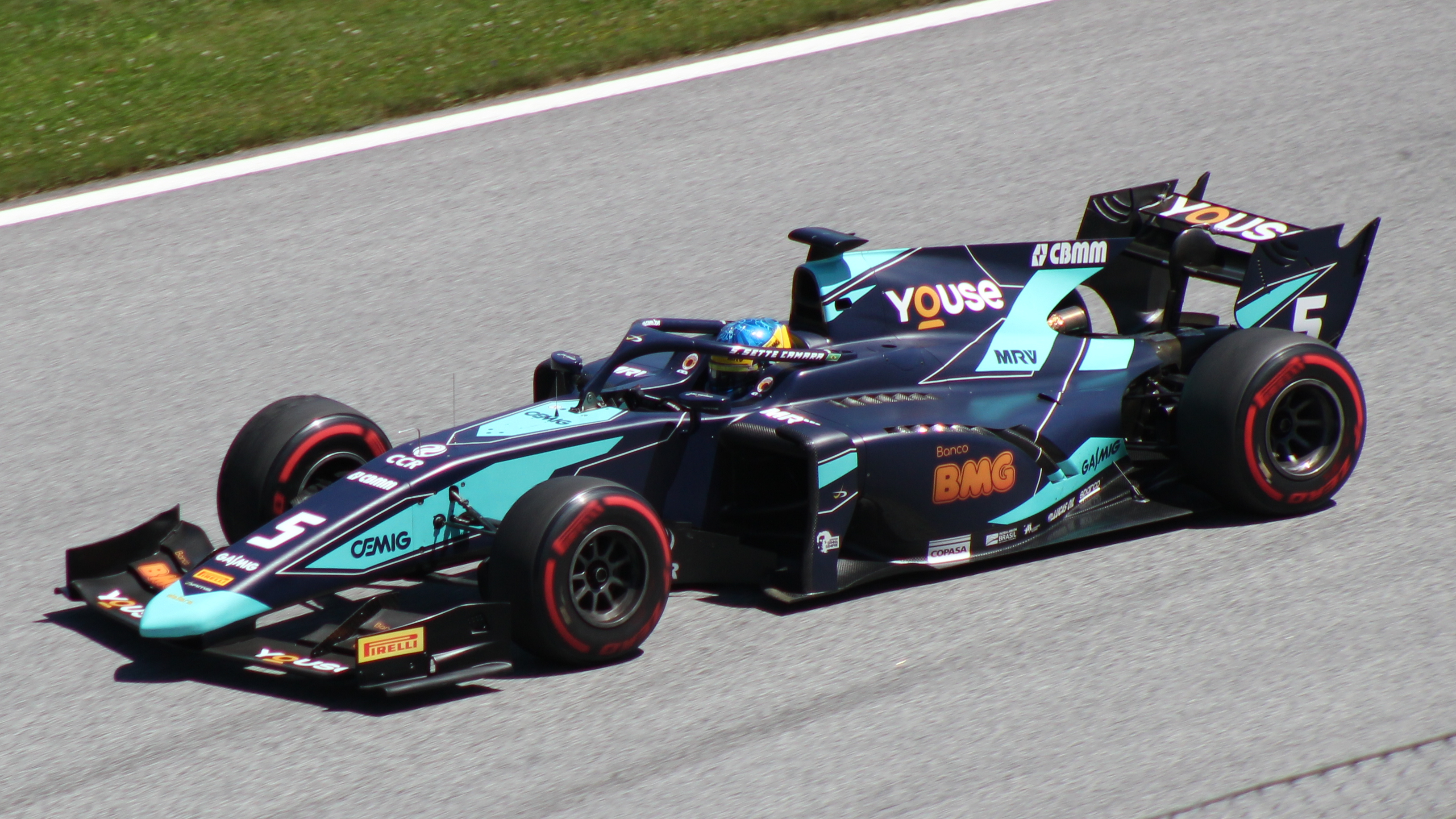
Sérgio Sette Câmara en el Campeonato de Fórmula 2 de la FIA 2019.

Corrió en la Fórmula 2 desde 2017 hasta 2019, logrando tres victorias y el cuarto lugar en el campeonato en su último año. Al año siguiente disputó una carrera en el Campeonato de Super Fórmula Japonesa con la escudería Buzz Racing with B-MAX, logrando la pole position en su debut.
Sette Câmara ha estado vinculado con tres equipos de Fórmula 1. En 2016 se unió al Equipo Júnior de Red Bull, y disputó pruebas de temporada con Toro Rosso ese mismo año. Tres años más tarde, fichó por el Programa de Jóvenes Pilotos de McLaren, y participó en los entrenamientos de temporada en el circuito de Barcelona-Cataluña. En 2020 volvió a Red Bull para ser piloto reserva, y de su escudería filial AlphaTauri.

### Fórmula E
Ese año debutó en Fórmula E con el equipo Dragon. Tras dos temporadas y media en dicho equipo, donde logró un cuarto puesto como mejor resultado, se marchó al equipo NIO para la temporada 2022-23.

## Resumen de carrera
| Temporada | Categoría                                         | Equipo                    | Carreras          | Victorias         | Poles             | VR                | Podios            | Puntos            | Pos.              |
| --------- | ------------------------------------------------- | ------------------------- | ----------------- | ----------------- | ----------------- | ----------------- | ----------------- | ----------------- | ----------------- |
| 2014      | Fórmula 3 Brasil                                  | Cesário F3                | 10                | 0                 | 1                 | 2                 | 3                 | 45                | 7.º               |
| 2014      | Campeonato Europeo de Fórmula 3 de la FIA         | EuroInternational         | 3                 | 0                 | 0                 | 0                 | 0                 | 0                 | NC†               |
| 2015      | Campeonato Europeo de Fórmula 3 de la FIA         | Motopark                  | 33                | 0                 | 0                 | 0                 | 2                 | 57.5              | 14.º              |
| 2015      | Masters de Fórmula 3                              | Motopark                  | 1                 | 0                 | 0                 | 0                 | 1                 | N/A               | 3.º               |
| 2015      | Gran Premio de Macao                              | Motopark                  | 1                 | 0                 | 0                 | 1                 | 0                 | N/A               | 22.º              |
| 2015      | Toyota Racing Series                              | Giles Motorsport          | 7                 | 0                 | 0                 | 0                 | 0                 | 199               | 20.º              |
| 2016      | Campeonato Europeo de Fórmula 3 de la FIA         | Motopark                  | 30                | 0                 | 0                 | 1                 | 2                 | 117               | 11.º              |
| 2016      | Masters de Fórmula 3                              | Motopark                  | 1                 | 0                 | 0                 | 0                 | 1                 | N/A               | 3.º               |
| 2016      | Gran Premio de Macao                              | Carlin                    | 1                 | 0                 | 0                 | 0                 | 1                 | N/A               | 3.º               |
| 2016      | Fórmula 1                                         | Scuderia Toro Rosso       | Piloto de pruebas | Piloto de pruebas | Piloto de pruebas | Piloto de pruebas | Piloto de pruebas | Piloto de pruebas | Piloto de pruebas |
| 2017      | Campeonato de Fórmula 2 de la FIA                 | MP Motorsport             | 22                | 1                 | 0                 | 0                 | 2                 | 47                | 12.º              |
| 2017      | Gran Premio de Macao                              | Motopark                  | 1                 | 0                 | 0                 | 0                 | 0                 | N/A               | 13.º              |
| 2018      | Campeonato de Fórmula 2 de la FIA                 | Carlin                    | 22                | 0                 | 1                 | 1                 | 8                 | 164               | 6.º               |
| 2019      | Campeonato de Fórmula 2 de la FIA                 | DAMS                      | 24                | 2                 | 2                 | 2                 | 8                 | 204               | 4.º               |
| 2019      | Fórmula 1                                         | McLaren F1 Team           | Piloto de pruebas | Piloto de pruebas | Piloto de pruebas | Piloto de pruebas | Piloto de pruebas | Piloto de pruebas | Piloto de pruebas |
| 2019-20   | Fórmula E                                         | GEOX Dragon               | 6                 | 0                 | 0                 | 0                 | 0                 | 0                 | 27.º              |
| 2020      | Campeonato de Super Fórmula Japonesa              | Buzz Racing with B-MAX    | 1                 | 0                 | 1                 | 0                 | 0                 | 3                 | 20.º              |
| 2020-21   | Fórmula E                                         | Dragon / Penske Autosport | 15                | 0                 | 0                 | 0                 | 0                 | 16                | 22.º              |
| 2021      | Porsche All-Star Race Brasil                      | —                         | 1                 | 0                 | 0                 | 0                 | 0                 | N/A               | 6.º               |
| 2021-22   | Fórmula E                                         | Dragon / Penske Autosport | 15                | 0                 | 0                 | 0                 | 0                 | 2                 | 20.º              |
| 2022-23   | Fórmula E                                         | NIO 333 FE Team           | 15                | 0                 | 0                 | 0                 | 0                 | 14                | 20.º              |
| 2023-24   | Fórmula E                                         | ERT Formula E Team        | 15                | 0                 | 0                 | 0                 | 0                 | 11                | 20.º              |
| 2024      | GT World Challenge Europe Endurance Cup           | Boutsen VDS               | 1                 | 0                 | 0                 | 0                 | 0                 | 8                 | 24.º              |
| 2024-25   | Fórmula E                                         | Nissan Formula E Team     | Disputándose      | Disputándose      | Disputándose      | Disputándose      | Disputándose      | Disputándose      | Disputándose      |
| 2025      | European Le Mans Series - LMP2 Pro-Am             | Nielsen Racing            | Disputándose      | Disputándose      | Disputándose      | Disputándose      | Disputándose      | Disputándose      | Disputándose      |
| 2025      | 24H Series - GT3                                  | Comtoyou Racing           | Disputándose      | Disputándose      | Disputándose      | Disputándose      | Disputándose      | Disputándose      | Disputándose      |
| 2025      | GT World Challenge Europe Endurance Cup           | Comtoyou Racing           | Disputándose      | Disputándose      | Disputándose      | Disputándose      | Disputándose      | Disputándose      | Disputándose      |
| 2025      | GT World Challenge Europe Sprint Cup              | Comtoyou Racing           | Disputándose      | Disputándose      | Disputándose      | Disputándose      | Disputándose      | Disputándose      | Disputándose      |
| 2025      | GT World Challenge Europe Sprint Cup - Bronze Cup | Comtoyou Racing           | Disputándose      | Disputándose      | Disputándose      | Disputándose      | Disputándose      | Disputándose      | Disputándose      |
| 2025      | Le Mans Cup - LMP3                                | Inter Europol Competition | Disputándose      | Disputándose      | Disputándose      | Disputándose      | Disputándose      | Disputándose      | Disputándose      |
| Fuente:   |                                                   |                           |                   |                   |                   |                   |                   |                   |                   |

- † Sette Câmara fue piloto invitado, no era apto para sumar puntos.

## Resultados

### Campeonato Europeo de Fórmula 3 de la FIA
(Clave) (negrita indica pole position) (cursiva indica vuelta rápida)

| Año  | Escudería         | 1        | 2         | 3        | 4        | 5        | 6        | 7        | 8        | 9         | 10        | 11       | 12       | 13        | 14        | 15       | 16       | 17       | 18       | 19        | 20        | 21       | 22       | 23       | 24      | 25        | 26       | 27       | 28       | 29       | 30       | 31       | 32      | 33       | Pos. | Puntos |
| ---- | ----------------- | -------- | --------- | -------- | -------- | -------- | -------- | -------- | -------- | --------- | --------- | -------- | -------- | --------- | --------- | -------- | -------- | -------- | -------- | --------- | --------- | -------- | -------- | -------- | ------- | --------- | -------- | -------- | -------- | -------- | -------- | -------- | ------- | -------- | ---- | ------ |
| 2014 | EuroInternational | SIL 1    | SIL 2     | SIL 3    | HOC 1    | HOC 2    | HOC 3    | PAU 1    | PAU 2    | PAU 3     | HUN 1     | HUN 2    | HUN 3    | SPA 1     | SPA 2     | SPA 3    | NOR 1    | NOR 2    | NOR 3    | MSC 1     | MSC 2     | MSC 3    | RBR 1    | RBR 2    | RBR 3   | NÜR 1     | NÜR 2    | NÜR 3    | IMO 1 14 | IMO 2 20 | IMO 3 21 | HOC 1    | HOC 2   | HOC 3    | NC†  | 0†     |
| 2015 | Motopark          | SIL 1 17 | SIL 2 Ret | SIL 3 20 | HOC 1 17 | HOC 2 25 | HOC 3 27 | PAU 1 14 | PAU 2 20 | PAU 3 11  | MNZ 1 Ret | MNZ 2 11 | MNZ 3 22 | SPA 1 16  | SPA 2 3   | SPA 3 22 | NOR 1 15 | NOR 2 23 | NOR 3 19 | ZAN 1 Ret | ZAN 2 6   | ZAN 3 7  | RBR 1 9  | RBR 2 19 | RBR 3   | ALG 1 11  | ALG 2 13 | ALG 3 5  | NÜR 1 11 | NÜR 2 21 | NÜR 3 9  | HOC 1 11 | HOC 2 7 | HOC 3 11 | 14.º | 57.5   |
| 2016 | Motopark          | LEC 1 16 | LEC 2 5   | LEC 3 19 | HUN 1 7  | HUN 2 5  | HUN 3 5  | PAU 1 8  | PAU 2    | PAU 3 Ret | RBR 1 12  | RBR 2 8  | RBR 3 4  | NOR 1 Ret | NOR 2 Ret | NOR 3    | ZAN 1 11 | ZAN 2 17 | ZAN 3 15 | SPA 1 15  | SPA 2 Ret | SPA 3 15 | NÜR 1 11 | NÜR 2 8  | NÜR 3 8 | IMO 1 Ret | IMO 2 15 | IMO 3 11 | HOC 1 5  | HOC 2 14 | HOC 3 6  |          |         |          | 11.º | 117    |

- † Como Sette Câmara fue piloto invitado, no era apto para puntuar en el campeonato.

### Campeonato de Fórmula 2 de la FIA
(Clave) (negrita indica pole position) (cursiva indica vuelta rápida puntuable)

| Año  | Escudería     | 1   | 1   | 2   | 2   | 3   | 3   | 4   | 4   | 5   | 5   | 6   | 6   | 7   | 7   | 8   | 8   | 9   | 9   | 10  | 10  | 11  | 11  | 12  | 12  | Pos. | Puntos | Ref.   |
| ---- | ------------- | --- | --- | --- | --- | --- | --- | --- | --- | --- | --- | --- | --- | --- | --- | --- | --- | --- | --- | --- | --- | --- | --- | --- | --- | ---- | ------ | ------ |
| 2017 | MP Motorsport | SAK | SAK | BAR | BAR | MON | MON | BAK | BAK | SPI | SPI | SIL | SIL | BUD | BUD | SPA | SPA | MNZ | MNZ | JER | JER | YMC | YMC |     |     | 12.º | 47     | [ 8 ]  |
| 2017 | MP Motorsport | 13  | 18  | 14  | 15  | Ret | 14  | 13  | 9   | 16  | 10  | 13  | 15  | 16  | 13  | 6   | 1   | 6   | 2   | 10  | 14  | 9   | 8   |     |     | 12.º | 47     | [ 8 ]  |
| 2018 | Carlin        | SAK | SAK | BAK | BAK | BAR | BAR | MON | MON | LEC | LEC | SPI | SPI | SIL | SIL | BUD | BUD | SPA | SPA | MNZ | MNZ | SOC | SOC | YMC | YMC | 6.º  | 164    | [ 9 ]  |
| 2018 | Carlin        | 2   | 3   | 4   | DSQ | 7   | Ret | DNS | DNS | 2   | 6   | 6   | 3   | Ret | 17  | 7   | 3   | 2   | 9   | 7   | 3   | 5   | 2   | 16  | 10  | 6.º  | 164    | [ 9 ]  |
| 2019 | DAMS          | SAK | SAK | BAK | BAK | BAR | BAR | MON | MON | LEC | LEC | SPI | SPI | SIL | SIL | BUD | BUD | SPA | SPA | MNZ | MNZ | SOC | SOC | YMC | YMC | 4.º  | 204    | [ 10 ] |
| 2019 | DAMS          | 3   | 2   | Ret | 6   | NC  | 17  | 3   | 6   | 2   | 5   | 5   | 1   | 4   | 17  | 5   | 3   | C   | C   | 5   | Ret | 5   | 6   | 1   | 3   | 4.º  | 204    | [ 10 ] |

### Fórmula E
(Clave) (negrita indica pole position) (cursiva indica vuelta rápida puntuable)
| Año     | Escudería                 | 1       | 2      | 3      | 4       | 5       | 6       | 7      | 8       | 9      | 10     | 11      | 12     | 13     | 14      | 15      | 16     | Pos. | Puntos | Ref.   |
| ------- | ------------------------- | ------- | ------ | ------ | ------- | ------- | ------- | ------ | ------- | ------ | ------ | ------- | ------ | ------ | ------- | ------- | ------ | ---- | ------ | ------ |
| 2019-20 | GEOX Dragon               | DIR     | DIR    | SAN    | MEX     | MAR     | BER DSQ | BER 17 | BER Ret | BER 21 | BER 15 | BER 19  |        |        |         |         |        | 27.º | 0      | [ 11 ] |
| 2020-21 | Dragon / Penske Autosport | DIR 20  | DIR 4  | ROM 16 | ROM 12  | VAL Ret | VAL 21  | MON 15 | PUE 15  | PUE 16 | NYC 18 | NYC 11  | LON 17 | LON 8  | BER 18  | BER 18  |        | 22.º | 16     | [ 12 ] |
| 2021-22 | Dragon / Penske Autosport | DIR 15  | DIR 17 | MEX 20 | ROM 15  | ROM 12  | MON 13  | BER 17 | BER 19  | YAK 19 | MAR 20 | NYC DNS | NYC 17 | LON NC | LON 9   | SEÚ 12  | SEÚ 13 | 20.º | 2      | [ 13 ] |
| 2022-23 | NIO 333 FE Team           | MEX 16  | DIR 15 | DIR 17 | HYD 5   | CAB 12  | SÃO 17  | BER 16 | BER 15  | MON 14 | YAK 17 | YAK DNS | PRT 16 | ROM 8  | ROM Ret | LON DSQ | LON 13 | 20.º | 14     | [ 14 ] |
| 2023-24 | ERT Formula E Team        | MEX DNS | DIR 9  | DIR 18 | SÃO DSQ | TOK 10  | MIS 15  | MIS 6  | MON 19  | BER 16 | BER 13 | SHA 13  | SHA 18 | PRT 14 | PRT 14  | LON 12  | LON 11 | 20.º | 11     | [ 15 ] |
| 2024-25 | Nissan Formula E Team     | SÃO     | MEX    | YED    | YED     | MIA     | MON     | MON    | TOK     | TOK    | SHA    | SHA     | YAK    | BER 15 | BER 9   | LON     | LON    | 22.º | 2      | [ 16 ] |

### Campeonato de Super Fórmula Japonesa
(Clave) (negrita indica pole position) (cursiva indica vuelta rápida)

| Año  | Escudería              | 1   | 2   | 3   | 4   | 5    | 6    | 7   | Pos. | Puntos | Ref.   |
| ---- | ---------------------- | --- | --- | --- | --- | ---- | ---- | --- | ---- | ------ | ------ |
| 2020 | Buzz Racing with B-MAX | MOT | OKA | SUG | AUT | SUZ1 | SUZ2 | FUJ | 19.º | 3      | [ 17 ] |
| 2020 | Buzz Racing with B-MAX | Ret |     |     |     |      |      |     | 19.º | 3      | [ 17 ] |